# Sphyracephala
Sphyracephala är ett släkte av tvåvingar. Sphyracephala ingår i familjen Diopsidae.
Arter enligt Catalogue of Life och ny revision av släktet:
|  | \| \| Sphyracephala babadjanidesi (syn. Sphyracephala europaea) \| \| \| \| \| \| Sphyracephala beccarii \| \| \| \| \| \| Sphyracephala bipunctipennis \| \| \| \| \| \| Sphyracephala brevicornis \| \| \| \| \| \| Sphyracephala detrahens \| \| \| \| \| \| Sphyracephala hearseiana \| \| \| \| \| \| Sphyracephala munroi \| \| \| \| \| \| Sphyracephala nigrimana \| \| \| \| \| \| Sphyracephala subbifasciata \| \| \| \| |
|  | |
|  | Sphyracephala babadjanidesi (syn. Sphyracephala europaea) |
|  | |
|  | Sphyracephala beccarii |
|  | |
|  | Sphyracephala bipunctipennis |
|  | |
|  | Sphyracephala brevicornis |
|  | |
|  | Sphyracephala detrahens |
|  | |
|  | Sphyracephala hearseiana |
|  | |
|  | Sphyracephala munroi |
|  | |
|  | Sphyracephala nigrimana |
|  | |
|  | Sphyracephala subbifasciata |
|  | |

|  | Sphyracephala babadjanidesi (syn. Sphyracephala europaea) |
|  |                                                           |
|  | Sphyracephala beccarii                                    |
|  |                                                           |
|  | Sphyracephala bipunctipennis                              |
|  |                                                           |
|  | Sphyracephala brevicornis                                 |
|  |                                                           |
|  | Sphyracephala detrahens                                   |
|  |                                                           |
|  | Sphyracephala hearseiana                                  |
|  |                                                           |
|  | Sphyracephala munroi                                      |
|  |                                                           |
|  | Sphyracephala nigrimana                                   |
|  |                                                           |
|  | Sphyracephala subbifasciata                               |
|  |                                                           |